# Алсіндо
Алсіндо Марта ді Фрейтас (порт. Alcindo Martha de Freitas, 31 березня 1945, Сапукая-ду-Сул — 27 серпня 2016, Порту-Алегрі) — бразильський футболіст, що грав на позиції нападника. Виступав, зокрема, за клуби «Греміо» і «Америка», а також національну збірну Бразилії.

## Клубна кар'єра
Почав займатися футболом в команді «Айморе» з Сан-Леополду, після чого перейшов до молодіжної академії «Інтернасьйонала», але в кінці 1950-х став займатися вже в «Греміо». У 1963 році був відданий в оренду в «Ріу-Гранді», де і дебютував на дорослому рівні.
У 1964 році повернувся до рідного «Греміо», де незабаром став гравцем основного складу і одним з лідерів команди. У дебютному для себе дербі Гре-Нал нападник відзначився трьома забитими м'ячами у ворота «Інтера». Загалом відіграв за команду з Порту-Алегрі вісім сезонів своєї ігрової кар'єри і був одним з найкращих бомбардирів у бразильському футболі. У 377 офіційних матчах за «триколірних» відзначився 231 голом, а всього за «Греміо» він забив 264 голи, що є клубним рекордом.. З 1964 по 1968 рік разом зі своєю командою п'ять разів поспіль вигравав чемпіонат штату Ріу-Гранді-ду-Сул. Також йому належить рекорд за кількістю забитих голів на стадіоні «Олімпіко Монументал» — 129 у 186 матчах. Алсіндо — другий бомбардир «Греміо» в історії дербі Гре-Нал з 13-ма забитими м'ячами.
У 1972—1973 роках виступав за «Сантос», з яким виграв у 1973 році чемпіонат штату Сан-Паулу. Потім він переїхав до Мексики, у складі «Америки» ставав чемпіоном країни в сезоні 1975/76. Після повернення до Бразилії в 1977 році виграв з «Греміо» шостий титул Ліги Гаушу, в завершив кар'єру у команді «Франкана», за яку виступав протягом 1978—1979 років.

## Виступи за збірну
5 червня 1966 року дебютував в офіційних іграх у складі національної збірної Бразилії  у матчі проти збірної Польщі. А вже наступного місяця у складі збірної був учасником чемпіонату світу 1966 року в Англії, де зіграв у двох матчах проти Болгарії (2:0) та Угорщини (1:3), а його команда сенсаційно не вийшла з групи.
25 червня 1967 року в Монтевідео проти Уругваю зіграв свій останній матч за збірну. Загалом протягом кар'єри у національній команді, яка тривала 2 роки, провів у її формі 7 матчів, забивши 1 гол.

## Особисте життя
Його старший брат, Алфеу (1936—2018), також був футболістом і грав за «Греміо» та збірну Бразилії.
Алсіндо помер 27 серпня 2016 року на 72-му році життя в лікарні São Lucas PUCRS у місті Порту-Алегрі від ускладнень від діабету, якими він страждав в останнє десятиліття свого життя.

## Титули і досягнення

### Командні
- Переможець Ліги Гаушу (6):

«Греміо»: 1964, 1965, 1966, 1967, 1968, 1977
- Переможець Ліги Пауліста (1):

«Сантус»: 1973
- Чемпіон Мексики (1):

«Америка»: 1975/76

### Особисті
- Найкращий бомбардир Ліги Гаушу: 1965 (21 гол), 1968 (12 голів), 1976 (17 голів)